# György Kara
György Kara (* 23. Juni 1935 in Budapest; † 16. April 2022 in Bloomington) war ein ungarischer Mongolist und Turkologe.

## Leben
György Kara wurde als György Katulics am 23. Juni 1935 in Budapest geboren. Nach dem Abschluss des Gymnasiums schrieb er sich 1953 an der Eötvös-Loránd-Universität ein, wo er Geisteswissenschaften studierte. Unter seinen Professoren waren es vor allem die Turkologen und Philologen Julius Németh und Lajos Ligeti, die den jungen Wissenschafter prägten.
Nach seiner Dissertation 1958 blieb er an der Eötvös-Loránd-Universität. In den Jahren 1967/68 hatte er einen Forschungsaufenthalt in Sankt Petersburg. 1971 wurde er zum Vorstand des Zentralasiatischen Instituts der Universität ernannt. 1975 wurde er zudem der Direktor des Instituts für Altaische Forschungen an der Ungarischen Akademie der Wissenschaften, was er bis zum Jahre 2000 blieb. 1984 war er Gastprofessor an der Universität Hokkaido in Japan.
Zwischen 1968 und 1997 war er Vorsitzender der altaistischen Kőrösi-Csoma-Gesellschaft (Kőrösi Csoma Társaság), zudem war er Mitglied der Redaktion der Acta Orientalia Hungarica.
Zwischen 1986 und 1990 hielt er Gastvorträge an der Indiana University, wo er schließlich 1993 als Professor übernommen wurde. Seitdem lehrte er bis zu seinem Tode im Frühlingssemester 2022 am dortigen Zentraleurasiatischen Institut (Department of Central Eurasian Studies). Seine Lehrtätigkeit umspannte philologische und kulturelle Aspekte der Mongolistik (Klassisches Mongolisch, Mongolische Literatur, Schamanismus), der Turkologie (Alttürkisch) und der Tungusologie (Mandschu und Ewenki). Sein Forschungsgebiet waren allgemein die Altaischen Sprachen und ihre Völker, obwohl er eine genetische Verwandtschaft dieser Sprachen und damit die Altaische Theorie ablehnte.